# Aphonodelus mraci
Aphonodelus mraci är en skalbaggsart som beskrevs av Roger Paul Dechambre 1993. Aphonodelus mraci ingår i släktet Aphonodelus och familjen Dynastidae. Inga underarter finns listade i Catalogue of Life.